# Bekehrung-Pauli-Kirche

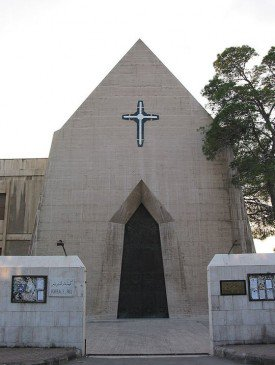
Zeltförmiger Kirchenbau

Die Bekehrung-Pauli-Kirche (arabisch كنيسة القديس بولس الرسول, DMG Kanīsat al-Qiddīs Baulus ar-Rasūl) ist eine römisch-katholische Kirche in Tabbaleh, einem Vorort von Damaskus, die von der franziskanischen Kustodie des Heiligen Landes verwaltet wird.
Der von vielen Christen bewohnte Stadtteil Tabbaleh südöstlich der Altstadt von Damaskus befand sich früher außerhalb von Damaskus; hier wurde die biblische Überlieferung von der Bekehrung des Paulus (Apg 9,1–9 ) traditionell lokalisiert und mit einer unter dem heutigen Straßenniveau liegenden Grotte verbunden. 1925 entstand eine kleine Kapelle. Als Papst Paul VI. das Heilige Land bereiste, regte er einen Kirchenneubau an, der 1971 geweiht wurde. Das Paulusjahr 2009 war Anlass für eine Renovierung der Kirche.
Die moderne Kirche hat die Form eines Zeltes und soll daran erinnern, dass Paulus von Beruf Zeltmacher war. Das Fenster hinter dem Altar stellt das von Paulus verkündigte Evangelium dar. Die Christusvision des Paulus, seine Taufe und seine Flucht aus der Stadt ist Thema der drei Glasfenster im Kirchenschiff.
Mit der Kirche verbunden ist ein Bildungs- und Begegnungshaus, das z. B. von der römisch-katholischen Bischofskonferenz des Nahen Ostens genutzt wird. Das Pilgerhaus Casa Nova geht wie der Kirchenbau auf die Initiative von Papst Paul VI. zurück. Seit Beginn des Bürgerkriegs wird dieses Gästehaus zur Aufnahme von Flüchtlingen genutzt, vor allem Familien, die ärztliche Hilfe benötigen.
Die ältere Tradition der Bekehrung des Paulus lokalisiert dieses Ereignis im Ort Kaukab, etwa 15 km südwestlich von Damaskus. Hier befand sich eine byzantinische Kirche. Eine moderne griechisch-orthodoxe Kirche an dieser Stelle ist als Pilgerstätte hergerichtet.